# Elisra
Elisra Group és un fabricant israelià d'aparells electrònics d'alta tecnologia per a ús militar, principalment però no exclusivament, que inclou equips de comunicació electrònica i vigilància, seguiment de míssils i control de sistemes, equips de radar i lidar.
El grup Elisra està format per tres empreses: Elisra Electronic Systems, Tadiran Electronic Systems Ltd. i Tadiran Spectralink Ltd.
Elisra anteriorment era propietat de Elbit Systems (70%) i Israel Aerospace Industries Ltd. (IAI) (30%); no obstant això, Elbit va adquirir part del IAI i Elisra ara és una subsidiària d'Elbit.
En el 2000, Elisra Electronic Systems subministrava sistemes d'alerta de míssils, sistemes de guerra electrònica, i sistemes de detecció làser i infraroig per a diversos tipus de vaixells, aeronaus i vehicles terrestres de les Forces de Defensa d'Israel. Tadiran electronic Systems fabrica el vehicle aeri no tripulat Tadiran Mastiff, utilitzat per les FDI durant la Guerra del Líban de 1982.

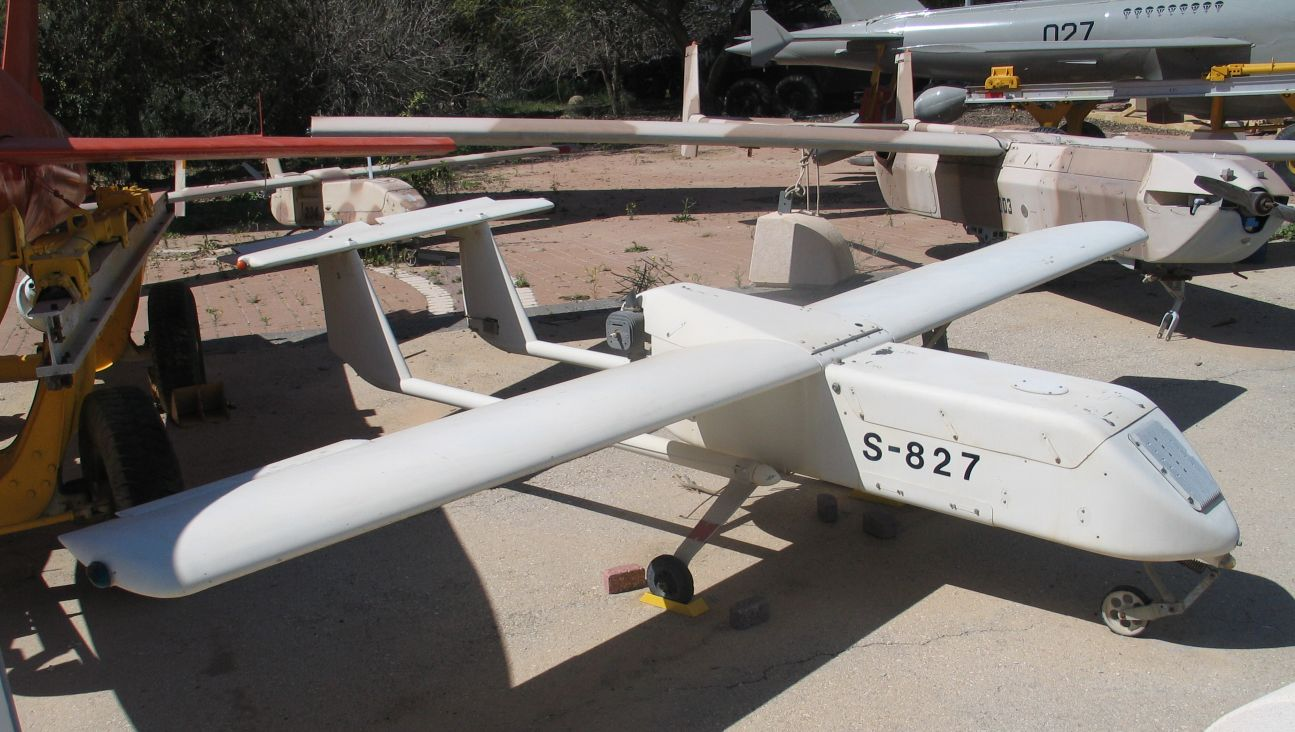
Tadiran-Mastiff en exposició.